# Medford (Wisconsin)
Medford és la ciutat i capital del Comtat de Taylor (Wisconsin), als Estats Units d'Amèrica.

## Demografia
Segons el cens dels Estats Units del 2000 Medford tenia 4.350 habitants, tenia 4.350 habitants, 1.947 habitatges, i 1.131 famílies. La densitat de població era de 479,9 habitants per km².
Dels 1.947 habitatges en un 27,2% hi vivien nens de menys de 18 anys, en un 45,9% hi vivien parelles casades, en un 9% dones solteres, i en un 41,9% no eren unitats familiars. En el 36,2% dels habitatges hi vivien persones soles el 16,8% de les quals corresponia a persones de 65 anys o més que vivien soles. El nombre mitjà de persones vivint en cada habitatge era de 2,17 i el nombre mitjà de persones que vivien en cada família era de 2,86.
Per edats la població es repartia de la següent manera: un 23,2% tenia menys de 18 anys, un 8,6% entre 18 i 24, un 27,1% entre 25 i 44, un 19,2% de 45 a 60 i un 21,9% 65 anys o més.
L'edat mediana era de 39 anys. Per cada 100 dones de 18 o més anys hi havia 86,6 homes.
La renda mediana per habitatge era de 35.278 $ i la renda mediana per família de 47.045 $. Els homes tenien una renda mediana de 31.840 $ mentre que les dones 23.955 $. La renda per capita de la població era de 19.962 $. Aproximadament el 4,3% de les famílies i el 9,1% de la població estaven per davall del llindar de pobresa.

## Poblacions properes
El següent diagrama mostra les poblacions més properes.